# Myotis ridleyi
Myotis ridleyi är en fladdermusart som beskrevs av Thomas 1898. Myotis ridleyi ingår i släktet Myotis och familjen läderlappar. IUCN kategoriserar arten globalt som nära hotad. Inga underarter finns listade i Catalogue of Life.
Denna fladdermus förekommer på södra Malackahalvön och på Borneo i låglandet. Arten lever i fuktiga skogar och i träskmarker med träd. Den vilar i grottor, i byggnader och i andra gömställen. Myotis ridleyi hittas ofta nära vattendrag. Individerna bildar vid viloplatsen små flockar.